# Міхал Гаратик
Міхал Гаратик (пол. Michał Haratyk, нар. 10 квітня 1992) — польський легкоатлет, який спеціалізується у штовханні ядра, чемпіон Європи та рекордсмен Польщі у цій дисципліні.

## Основні міжнародні виступи
| Рік  | Змагання                      | Місто          | Місце | Примітки |
| ---- | ----------------------------- | -------------- | ----- | -------- |
| 2016 | Чемпіонат світу в приміщенні  | Портленд       | 14    |          |
| 2016 | Чемпіонат Європи              | Амстердам      | 2     |          |
| 2016 | Олімпійські ігри              | Ріо-де-Жанейро | 2кв10 |          |
| 2017 | Чемпіонат Європи в приміщенні | Белград        | кв19  |          |
| 2017 | Чемпіонат світу               | Лондон         | 5     |          |
| 2018 | Чемпіонат світу в приміщенні  | Бірмінгем      | 10    |          |
| 2018 | Чемпіонат Європи              | Берлін         | 1     |          |
| 2018 | Континентальний кубок         | Острава        | 3     |          |
| 2019 | Чемпіонат Європи в приміщенні | Глазго         | 1     | [ 1 ]    |
| 2019 | Командний чемпіонат Європи    | Бидгощ         | 1     |          |
| 2019 | Чемпіонат світу               | Доха           | 2кв6  | [ 2 ]    |
| 2021 | Чемпіонат Європи в приміщенні | Торунь         | 2     | [ 3 ]    |